# Elezioni parlamentari in Giappone del 1969
Le elezioni parlamentari in Giappone del 1969 si tennero il 27 dicembre per il rinnovo della Camera dei rappresentanti. In seguito all'esito elettorale, Eisaku Satō, esponente del Partito Liberal Democratico, fu confermato Primo ministro; nel 1972 gli successe Kakuei Tanaka, espressione del medesimo partito.

## Risultati
| Liste                          | Voti       | %     | Seggi |
| ------------------------------ | ---------- | ----- | ----- |
| Partito Liberal Democratico    | 22 381 570 | 47,63 | 288   |
| Partito Socialista Giapponese  | 10 074 101 | 21,44 | 90    |
| Kōmeitō                        | 5 124 666  | 10,91 | 47    |
| Partito Democratico Socialista | 3 636 591  | 7,74  | 31    |
| Partito Comunista Giapponese   | 3 199 032  | 6,81  | 14    |
| Altri                          | 81 373     | 0,17  | –     |
| Indipendenti                   | 2 492 560  | 5,30  | 16    |
| Totale                         | 46 989 893 | 100   | 486   |